# Трофимов, Василий Дмитриевич
Васи́лий Дми́триевич Трофи́мов (7 января 1919, село Костино, Московская губерния — 22 сентября 1999, Москва, Россия) — советский спортсмен (футболист, хоккеист с мячом, хоккеист с шайбой), нападающий. Заслуженный мастер спорта СССР (1945, футбол), заслуженный тренер СССР (1963, хоккей с мячом)
Игрок олимпийской и национальной сборной СССР по футболу (1952), игрок сборной СССР по хоккею с мячом (1955—1956).
Чемпион СССР в трёх видах спорта: футбол (1945, 1949), хоккей с шайбой (1947) и с мячом (1951, 1952) — в составе команд «Динамо» (Москва).
В 1964—1981 годах главный тренер сборной СССР по хоккею с мячом, которая под его руководством восемь раз подряд становилась чемпионом мира.

## Карьера

### В клубах
Увлекся спортом в раннем детстве, посещая стадион в Костино. Воспитанник юношеской команды «Динамо» Болшевской трудкоммуны имени Г. Г. Ягоды (в 1932—1936 годах). Затем играл за мужскую клубную команду Трудкоммуны (в 1937—1938 годах). Первые тренеры — Матвей Иосифович Гольдин и Иван Иванович Сайкин.
Накануне сезона 1939 года перешёл из болшевского «Динамо» в московское, за команды которого (по разным видам спорта) выступал на протяжении всей игровой карьеры: «Динамо» (футбол) — 1939—1953, капитан команды в 1950—1951 годах; «Динамо» (хоккей с мячом) — 1939—1959; «Динамо» (хоккей с шайбой) — 1946—1950, 1953.
Осенью 1945 года участвовал в памятном турне «Динамо» по Великобритании 1945 года. Несмотря на то, что перед началом игр Трофимов получил травму колена, он сыграл 40 минут в матче с лондонским «Арсеналом» и впоследствии был представлен главным тренером команды Михаилом Якушиным к званию «Заслуженный мастер спорта». Также участвовал в поездке в Скандинавию (осенью 1947 года, был одним из героев тех матчей), победных матчей с «Партизаном», Югославия (в 1946 году), Вашашем, Венгрия (в 1949 году), сборной ГДР (в 1951 году).

### Выступления за сборные
В 1952 году Трофимов выступал за футбольную сборную СССР. В рамках подготовки к Олимпийским играм 1952 года он сыграл 7 матчей (забил 2 мяча) за национальную сборную, выступавшую под флагом сборной Москвы и клуба ЦДСА. На самих Олимпийских играх сыграл 3 матча (забил 2 мяча).
В 1955—1956 годах выступал за сборную СССР по хоккею с мячом (сыграл 5 матчей, забил 4 мяча). Второй призёр Московского международного турнира 1956 года. В довоенные годы играл в сборной Москвы (1939—1941).
В хоккее с шайбой в феврале-марте 1948 года сыграл 3 матча за сборную Москвы (фактически сборную СССР). Участник матчей с легендарной командой ЛТЦ (Прага, Чехословакия), хоккеисты которой составляли костяк сборной страны, ставшей в феврале 1948 года серебряным призёром зимних Олимпийских игр.

### Игровая характеристика
Был одарённым и работоспособным спортсменом, обладал большими техническими и тактическими возможностями.
Быстрый, ловкий, маневренный, великолепно владел обводкой, во время которой искусно менял ритм и направление движения. Особенно эффективны его манёвры были, когда он стремительно передвигался по самой боковой линии поля (бровке), мастерски прикрывая мяч корпусом и не упуская его за пределы поля. Обладал поставленным ударом с обеих ног.
Вынужден был раньше времени покинуть большой футбол из-за тяжёлых травм.

## Тренерская карьера
В 1952 году окончил школу тренеров при государственном центральном институте физкультуры (ГЦОЛИФК). Тренер футбольной сборной СССР (с июля 1963 года по июль 1964), которая стала финалистом Кубка Европы 1964 года. Вся же остальная тренерская деятельность Трофимова связана с хоккеем с мячом. Играющий главный тренер (1950—1952, 1954—1959) и затем главный тренер московского «Динамо» (1959—1980). С его именем связаны самые престижные победы команды в этом виде спорта: под руководством В. Д. Трофимова команда «Динамо» 14 раз становилась чемпионом страны, дважды завоёвывала Кубок СССР и трижды — Кубок европейских чемпионов. Одновременно в эти годы (в 1954, 1964—1981 годах) был и главным тренером сборной СССР, которая под его началом восемь раз подряд выигрывала звание чемпионов мира, неоднократно была победителем ряда других международных турниров. Старший тренер (1980—1985) и тренер (1985—1992) школы «Динамо» (Москва). Директор динамовской школы по хоккею с мячом в 1983—1994 годах. Награждён знаком «Ветеран спорта РСФСР» (1981), почётным знаком Федерации хоккея с мячом России (1999). В 1998 году был признан лучшим тренером сборных СССР/России за 40 лет участия в чемпионатах мира.
Среди воспитанников Трофимова заслуженные мастера спорта, многократные чемпионы мира: Е. Герасимов, Е. Горбачёв, В. Данилов, Г. Канарейкин, Ю. Лизавин, В. Маслов, А. Мельников, Е. Папугин, В. Плавунов; тренеры сборной СССР и сборной России: В. Соловьёв и В. Янко.

## Личная жизнь
По мнению некоторых знакомых, сильно зависел от жены.

 — Вычитал в посвященной вам книге Михаила Щеглова, что Василий Трофимов, главный тренер хоккейного «Динамо», сильно зависел от жены.
— Он её в пивной нашёл и слушался потом всю жизнь. Она и на состав влияла, и кого отчислить подсказывала. Зашла как-то к нам в раздевалку. Саня Теняков ей: «Мне переодеться надо». Она к Трофимову: «Вася, чего они у тебя такие?!» С тех пор вместо Тенякова стал играть Шишкин.
 — Сильная женщина.
— Трофимов жену так любил, что до абсурда доходило. Приезжает на «Динамо» и сразу звонит ей, отчитывается: «Сануль, я доехал». Я ему говорю: «Вась, а куда ты мог деться — от Смоленки до Динамо на метро?». Звонил ей из любой точки земли. На одном из чемпионатов мира её почему-то соединили с моим номером. Мы с Папугой сидим-выпиваем со шведами, икрой закусываем, отдыхаем. И тут Трофимов: «Сануля, Сануля!»— Валерий Маслов: «Смородская в футболе сечет – её же Газзаев два года натаскивал»

## Достижения

### В футболе
Как игрок
«Динамо» (Москва)
- Чемпион СССР (2): 1945, 1949
- Второй призёр чемпионата СССР (4): 1946, 1947, 1948, 1950
- Третий призёр чемпионата СССР: 1952
- Финалист Кубка СССР: 1945, 1950

Личные
- В списках 33 лучших футболистов сезона в СССР: № 1 — 1948, 1950; № 2 — 1949, 1951, 1952
- Включён в символическую сборную СССР за пятьдесят лет (1967)

### В хоккее с шайбой
«Динамо» (Москва)
Как игрок
- Чемпион СССР: 1946/47
- Второй призёр чемпионата СССР: 1949/50
- Третий призёр чемпионата СССР (3): 1947/48, 1948/1949, 1952/53
- Обладатель Кубка СССР: 1952/53

### В хоккее с мячом
Как игрок
«Динамо» (Москва)
- Чемпион СССР (2): 1951, 1952
- Второй призёр чемпионата СССР: 1950
- Третий призёр чемпионата СССР: 1955/56
- Обладатель Кубка СССР (7): 1940, 1941, 1947, 1950, 1951, 1952, 1954
- Обладатель Кубка РСФСР: 1950

Сборная СССР
- Второй призёр Московского международного турнира: 1956

Как тренер
«Динамо» (Москва)
- Чемпион СССР (14): 1951, 1952, 1960/61, 1962/63, 1963/64, 1964/65, 1966/67, 1968/69, 1969/70, 1971/72, 1972/73, 1974/75, 1975/76, 1977/78
- Второй призёр чемпионата СССР (6): 1958/1959, 1965/66, 1967/68, 1970/71, 1973/74, 1976/77
- Третий призёр чемпионата СССР (3): 1955/56, 1959/1960, 1961/62
- Обладатель Кубка европейских чемпионов (3): 1975/76, 1976/77, 1978/79

Сборная СССР
- Чемпион мира (8): 1965, 1967, 1969, 1971, 1973, 1975, 1977, 1979
- Второй призёр чемпионата мира: 1981
- Победитель Международного турнира на приз газеты «Советская Россия» (4): 1972, 1976, 1978, 1980
- Второй призёр Международного турнира на приз газеты «Советская Россия»: 1974
- Второй призёр Московского международного турнира: 1954

Личные
- Назван лучшим тренером сборных СССР/России за 40 лет участия в чемпионатах мира (1998)

## Награды
- Орден «Знак Почёта» (27.04.1957) — «за успехи, достигнутые в деле развития массового физкультурного движения в стране, повышения мастерства советских спортсменов, и успешное выступление на международных соревнованиях»
- Орден Трудового Красного Знамени (30.05.1969)
- Орден Дружбы (1997)
- Медаль «За трудовую доблесть»
- Юбилейная медаль к 30-летию ИБФ (1985)
- Медаль «В память 850-летия Москвы» (1997)
- Знак «Ветеран спорта РСФСР» (1981)
- Почётный знак Федерации хоккея с мячом России (1999)

## Киновоплощения
- Александр Рагулин — «Лев Яшин. Вратарь моей мечты», 2019 год.